# 3ª Squadriglia Idrovolanti
La 3ª Squadriglia Idrovolanti fu un reparto attivo nel Servizio Aeronautico del Regio Esercito e poi della Regia Marina (Prima guerra mondiale).

## Storia
Nasce il 21 agosto 1917 per il Lago d'Iseo nel III Gruppo (poi 3º Gruppo caccia terrestre), il 26 settembre è operativa a Pilzone al comando del Capitano osservatore Agostino Crosa di Vergani che dispone di 9 FBA Type H e 3 piloti.
Il 15 ottobre 1917 passa nella Regia Marina ed una Sezione va a Sapri per creare la 277ª Squadriglia con il Tenente Enzo Battaglia, altri 3 piloti e 4 FBA.